# Puchar Wysp Owczych w piłce nożnej (1988)
Puchar Wysp Owczych w piłce nożnej mężczyzn 1988 (far. Løgmanssteypið) – 42. edycja rozgrywek mających na celu wyłonienie zdobywcy Pucharu Wysp Owczych. Tytuł obronił klub HB Tórshavn.

## Uczestnicy
W Pucharze Wysp Owczych wzięły udział drużyny ze wszystkich poziomów ligowych na archipelagu.
| Grający od rundy eliminacyjnej | |                                          |
| 1. deild 1988 10 drużyn | 2. deild 1988 8 drużyn                                                                                  | 3. deild 1988 3 drużyny                  |
| - B36 Tórshavn - B68 Toftir - GÍ Gøta - HB Tórshavn - ÍF Fuglafjørður - KÍ Klaksvík - LÍF Leirvík - NSÍ Runavík - TB Tvøroyri - VB Vágur | - B71 Sandoy - EB Eiði - MB Miðvágur - Royn Hvalba - SÍ Sørvágur - SÍ Sumba - SÍF Sandavágur - Skála ÍF | - AB Argir - Fram Tórshavn - ÍF Streymur |

## Terminarz
| Runda              | Data pierwszego meczu         | Data drugiego meczu | Uwagi                                                     |
| ------------------ | ----------------------------- | ------------------- | --------------------------------------------------------- |
| Runda eliminacyjna | 10, 16, 17 i 23 kwietnia 1988 | nie rozgrywa się    | Udział rozpoczęły drużyny ze wszystkich poziomów ligowych |
| Ćwierćfinał        | 24 kwietnia 1988              | nie rozgrywa się    |                                                           |
| Półfinał           | 12 maja 1988                  | 23 maja 1988        |                                                           |
| Finał              | 3 lipca 1988                  | nie rozgrywa się    |                                                           |

## Runda eliminacyjna

### 1. runda
| Drużyna 1        | Wynik | Drużyna 2     |
| ---------------- | ----- | ------------- |
| 10 kwietnia 1988 |       |               |
| SÍF Sandavágur   | 7:1   | EB Eiði       |
| Royn Hvalba      | 0:3   | TB Tvøroyri   |
| MB Miðvágur      | 1:0   | B36 Tórshavn  |
| KÍ Klaksvík      | 5:2   | B71 Sandoy    |
| SÍ Sumba         | 5:0   | Fram Tórshavn |

| 10 kwietnia 1988 | SÍF Sandavágur                                                                 | 7:1   | EB Eiði      |                                                            |
|                  | Allan Nielsen · Búgvi Joensen · Egil Petersen · Sonni Nielsen · Torkil Nielsen | (5:0) | Jan Helligsø | Valloyran, Sandavágur Sędzia: Nemus Djurhuus (HB Tórshavn) |
|                  | 46' Karsten Vang · 46' Edvard Pauli Eidesgaard                                 | (5:0) |              | Valloyran, Sandavágur Sędzia: Nemus Djurhuus (HB Tórshavn) |

| 10 kwietnia 1988 | Royn Hvalba | 0:3   | TB Tvøroyri                     |                                                            |
|                  |             | (0:1) | Jón Johannesen · Henrik Thomsen | á Skørðunum, Hvalba Sędzia: Petur Erhard Kjærbo (SÍ Sumba) |

| 10 kwietnia 1988 | MB Miðvágur       | 1:0   | B36 Tórshavn |                                                         |
|                  | Peter Silk        | (0:0) |              | MB-Arena, Miðvágur Sędzia: Niklas á Líðarenda (GÍ Gøta) |
|                  | Tummas Eli Hansen | (0:0) |              | MB-Arena, Miðvágur Sędzia: Niklas á Líðarenda (GÍ Gøta) |

| 10 kwietnia 1988 | KÍ Klaksvík                                                                                                | 5:2   | B71 Sandoy          |                                                                 |
| 17:30 WEST       | Karl Marius Poulsen 4', 85' · Johan Joensen 11' · Petur Hans Joensen 35' (k.) · Kristian Suni Høgnesen 41' | (4:0) | 54', 64' Eli Hentze | í Fløtugerði, Fuglafjørður Sędzia: Øssur Mohr (ÍF Fuglafjørður) |

| 10 kwietnia 1988 | SÍ Sumba                                             | 5:0   | Fram Tórshavn |                                                        |
|                  | Jan Poulsen · John Ellingsgaard · Poul Erik Jacobsen | (3:0) |               | á Krossinum, Sumba Sędzia: Magni Eidesgaard (VB Vágur) |

### 2. runda
| Drużyna 1        | Wynik   | Drużyna 2      |
| ---------------- | ------- | -------------- |
| 16 kwietnia 1988 |         |                |
| ÍF Fuglafjørður  | 0:1     | NSÍ Runavík    |
| VB Vágur         | 10:1    | ÍF Streymur    |
| 17 kwietnia 1988 |         |                |
| SÍ Sørvágur      | 3:4     | KÍ Klaksvík    |
| MB Miðvágur      | 2:0     | AB Argir       |
| GÍ Gøta          | 0:4     | TB Tvøroyri    |
| B68 Toftir       | 2:3 pd. | LÍF Leirvík    |
| Skála ÍF         | 4:0     | SÍF Sandavágur |
| 23 kwietnia 1988 |         |                |
| SÍ Sumba         | 1:4     | HB Tórshavn    |

| 16 kwietnia 1988 | ÍF Fuglafjørður | 0:1   | NSÍ Runavík     |                                                                 |
|                  |                 | (0:1) | 5' Terji Hansen | í Fløtugerði, Fuglafjørður Sędzia: Niklas á Líðarenda (GÍ Gøta) |

| 16 kwietnia 1988 | VB Vágur | 10:1 | ÍF Streymur      |                  |
|                  |          |      | Bergur Magnussen | á Eiðinum, Vágur |

| 17 kwietnia 1988 | SÍ Sørvágur                                                    | 3:4   | KÍ Klaksvík                                                    |                                                               |
|                  | Eyðfinn Davidsen 5' · Petur Ritter 22' · Hans Eivind Olsen 34' | (3:1) | 45', 90' Karl Marius Poulsen · 50', 81' Kristian Suni Høgnesen | á Dungasandi, Sørvágur Sędzia: Kim Ejdesgaard (Fram Tórshavn) |
| Petur Ritter     | Petur Hans Joensen · Karl Marius Poulsen                       | (3:1) |                                                                | á Dungasandi, Sørvágur Sędzia: Kim Ejdesgaard (Fram Tórshavn) |

| 17 kwietnia 1988 | MB Miðvágur                           | 2:0 | AB Argir |                                                             |
|                  | Jóannes Rasmussen · Mikkjal Danielsen |     |          | MB-Arena, Miðvágur Sędzia: Herman Midjord (ÍF Fuglafjørður) |

| 17 kwietnia 1988 | GÍ Gøta                            | 0:4   | TB Tvøroyri                                                                   |                                                                       |
|                  |                                    | (0:1) | 25' Pól F. Joensen · 60' Tórður Holm · Jóhan Petur Olgarsson · Henrik Thomsen | í Fløtugerði, Fuglafjørður Sędzia: Baldvin Baldvinsson (B36 Tórshavn) |
| Dánjal Jarnskor  | Torfinnur Mortensen · Birgir Dimon | (0:1) |                                                                               | í Fløtugerði, Fuglafjørður Sędzia: Baldvin Baldvinsson (B36 Tórshavn) |

| 17 kwietnia 1988 | B68 Toftir                             | 2:3 (pd.) | LÍF Leirvík                  |                                                          |
|                  | Aksel Højgaard · Jens Christian Hansen |           | Kurt Mørkøre · Martin Nugent | Svangaskarð, Toftir Sędzia: Jóhan Carl Dam (HB Tórshavn) |
|                  | Sigurð Vatnhamar                       |           |                              | Svangaskarð, Toftir Sędzia: Jóhan Carl Dam (HB Tórshavn) |

| 17 kwietnia 1988 | Skála ÍF                                                                       | 4:0   | SÍF Sandavágur |                                                                |
|                  | Magnus Jacobsen · Heri Mikkelsen · Elias Hansen · Hans Jákup Andreasen ?' (k.) | (1:0) |                | undir Mýruhjalla, Skála Sędzia: Sjúrður Norðbúð (B36 Tórshavn) |
| Magnus Jacobsen  | Sonni Nielsen                                                                  | (1:0) |                | undir Mýruhjalla, Skála Sędzia: Sjúrður Norðbúð (B36 Tórshavn) |

| 23 kwietnia 1988 | SÍ Sumba | 1:4   | HB Tórshavn                                             |                                                               |
|                  |          | (0:2) | Bjarni Jakobsen · Rói Árting · Gunnar Mohr · Ivan Weihe | á Krossinum, Sumba Sędzia: Baldvin Baldvinsson (B36 Tórshavn) |

## Runda finałowa

### Ćwierćfinały
| Drużyna 1        | Wynik   | Drużyna 2   |
| ---------------- | ------- | ----------- |
| 24 kwietnia 1988 |         |             |
| Skála ÍF         | 2:3 pd. | NSÍ Runavík |
| LÍF Leirvík      | 2:1     | TB Tvøroyri |
| KÍ Klaksvík      | 1:2     | MB Miðvágur |
| HB Tórshavn      | 7:1     | VB Vágur    |

| 24 kwietnia 1988 | Skála ÍF                       | 2:3 (pd.) | NSÍ Runavík                             |                                                                  |
|                  | Heri Mikkelsen · Heri Petersen |           | Ingolvur Gunnarson · Sverri Justinussen | undir Mýruhjalla, Skála Sędzia: Herman Midjord (ÍF Fuglafjørður) |
| Jóan P. Olsen    | Ingolvur Gunnarson             |           |                                         | undir Mýruhjalla, Skála Sędzia: Herman Midjord (ÍF Fuglafjørður) |

| 24 kwietnia 1988  | LÍF Leirvík                                         | 2:1   | TB Tvøroyri     |                                                                 |
|                   | Oddbjørn Joensen 6' (k.) · Martin Nugent 42'        | (2:1) | 9' Bent Albinus | í Fløtugerði, Fuglafjørður Sędzia: Nemus Djurhuus (HB Tórshavn) |
| Martin Nugent 60' | 65' Torfinnur Mortensen · 70' Jóhan Petur Olgarsson | (2:1) |                 | í Fløtugerði, Fuglafjørður Sędzia: Nemus Djurhuus (HB Tórshavn) |

| 24 kwietnia 1988    | KÍ Klaksvík                | 1:2   | MB Miðvágur                      |                                                                 |
|                     | Kristian Suni Høgnesen 70' | (0:1) | 20' Sámal á Vágalið · Peter Silk | í Fløtugerði, Fuglafjørður Sędzia: Niklas á Líðarenda (GÍ Gøta) |
| Karl Marius Poulsen | Albert Ellefsen            | (0:1) |                                  | í Fløtugerði, Fuglafjørður Sędzia: Niklas á Líðarenda (GÍ Gøta) |

| 24 kwietnia 1988   | HB Tórshavn                                                                         | 7:1   | VB Vágur           |                                                                         |
|                    | Bjarni Jakobsen 1' · Rói Árting · Jóannes Jakobsen ?' (k.) · Bogi Dam · Gunnar Mohr | (6:0) | Egill Steinþórsson | Gundadalur (ovari vøllur), Tórshavn Sędzia: Magnus Fuglø (B36 Tórshavn) |
| Bogi Dam · Jan Dam | John Heri Larsen                                                                    | (6:0) |                    | Gundadalur (ovari vøllur), Tórshavn Sędzia: Magnus Fuglø (B36 Tórshavn) |

### Półfinały
| Drużyna 1                            | Wynik dwumeczu | Drużyna 2   | Pierwszy mecz | Drugi mecz |
| ------------------------------------ | -------------- | ----------- | ------------- | ---------- |
| NSÍ Runavík                          | 3 – 3 (k. 5:4) | LÍF Leirvík | 1:2           | 2:1        |
| MB Miðvágur                          | 2 – 2 (k. 4:5) | HB Tórshavn | 2:1           | 0:1        |
| Po lewej gospodarz pierwszego meczu. |                |             |               |            |

#### Pierwsze mecze
| 12 maja 1988    | NSÍ Runavík | 1:2 | LÍF Leirvík |                                                      |
|                 |             |     |             | við Løkin, Runavík Sędzia: Egga Jensen (HB Tórshavn) |
| Símun Danielsen |             |     |             |                                                      |

| 12 maja 1988 | MB Miðvágur                            | 2:1   | HB Tórshavn |                                                           |
|              | Jens Erik Rasmussen                    | (2:0) | Rói Árting  | MB-Arena, Miðvágur Sędzia: Sjúrður Norðbúð (B36 Tórshavn) |
| Suni á Dalbø | Niels Pauli Jacobsen · Henning Nygaard | (2:0) |             | MB-Arena, Miðvágur Sędzia: Sjúrður Norðbúð (B36 Tórshavn) |

#### Rewanże
| 23 maja 1988                                                        | LÍF Leirvík       | 1:2 k. 4:5                                                                                   | NSÍ Runavík                 |                                                             |
|                                                                     | Martin Nugent 53' | (0:1, 1:2, 1:2, k. 4:5)                                                                      | 35', 86' Sverri Justinussen | uppi á Brekku, Leirvík Sędzia: Niklas á Líðarenda (GÍ Gøta) |
|                                                                     | Trygvi Mortensen  | (0:1, 1:2, 1:2, k. 4:5)                                                                      |                             | uppi á Brekku, Leirvík Sędzia: Niklas á Líðarenda (GÍ Gøta) |
| · Berg Vatnhamar · Oddbjørn Joensen · Kurt Mørkøre · Torfinn Hansen | Rzuty karne       | · Jens Martin Knudsen · Eyðun Gaardbo · Jack Jacobsen · Trygvi Mortensen · Oddfríður Gaardbo |                             | uppi á Brekku, Leirvík Sędzia: Niklas á Líðarenda (GÍ Gøta) |

| 23 maja 1988                                                                                                  | HB Tórshavn               | 1:0 k. 5:4 | MB Miðvágur |                                                                                |
| | Jóannes Jakobsen 20' (k.) | (1:0, k. 5:4)                                                                                                  |             | Gundadalur (ovari vøllur), Tórshavn Sędzia: Baldvin Baldvinsson (B36 Tórshavn) |
| | Peter Silk                | (1:0, k. 5:4)                                                                                                  |             | Gundadalur (ovari vøllur), Tórshavn Sędzia: Baldvin Baldvinsson (B36 Tórshavn) |
| · Jóannes Jakobsen · Niels Pauli Jacobsen · Bjarni Mikkelsen · Bjarni Jakobsen · Gunnar Mohr · Ingi Rasmussen | Rzuty karne               | · Mikkjal Danielsen · Peter Silk · Suni á Dalbø · Jens Erik Rasmussen · Albert Ellefsen · Valdemar á Løgmansbø |             | Gundadalur (ovari vøllur), Tórshavn Sędzia: Baldvin Baldvinsson (B36 Tórshavn) |

### Finał
| 3 lipca 1988 | HB Tórshavn · Jóannes Jakobsen 4' (k.) | 1:0(1:0)Raport | NSÍ Runavík                | Gundadalur (ovari vøllur), Tórshavn Sędzia: Petur Erhard Kjærbo (SÍ Sumba) |
|              |                                        |                | kartki: · Trygvi Mortensen |                                                                            |

|               |    |                        |
|               |    |                        |
| BR            | 1  | Kaj Leo Johannesen     |
| OB            | 3  | Heðin Joensen          |
| OB            | 4  | Jónleif Sólsker        |
| OB            | 5  | Niels Pauli Jacobsen   |
| OB            | 8  | Jóannes Jakobsen (C)   |
| PO            | 6  | Høgni í Stórustovu     |
| PO            | 7  | Ingi Rasmussen         |
| PO            | 9  | Leivur Holm            |
| PO            | 11 | Bjarni Jakobsen        |
| NA            | 10 | Gunnar Mohr            |
| NA            | 15 | Uni Arge               |
| Rezerwowi:    |    |                        |
| BR            | 12 | Hans Pauli Kristiansen |
| OB            | 13 | Henning Nygaard        |
| PO            | 2  | Bogi Dam               |
| PO            | 16 | Petur Slyne            |
| NA            | 14 | Ivan Weihe             |
| Trener:       |    |                        |
| Jóhan Nielsen |    |                        |

|             |    |                          |
|             |    |                          |
| BR          | 1  | Jens Martin Knudsen      |
| OB          | 4  | Dánial Pauli Jensen      |
| OB          | 5  | Oddfríður Gaardbo        |
| OB          | 10 | Terji Hansen             |
| OB          | 13 | Arnfinn Langgaard        |
| PO          | 7  | Jóan Petur Langgaard (C) |
| PO          | 14 | Kim Truesen              |
| NA          | 2  | Jack Jacobsen            |
| NA          | 6  | Sverri Justinussen       |
| NA          | 11 | Ingolvur Gunnarson       |
| ??          | 3  | Búgvi Jacobsen           |
| Rezerwowi:  |    |                          |
| OB          | 8  | Trygvi Mortensen         |
| OB          | 17 | Símun Danielsen          |
| PO          | 15 | Hanus Højgaard           |
| NA          | 9  | Jan Jørgensen            |
| NA          | 16 | Hans Nielsen             |
| Trener:     |    |                          |
| Kim Truesen |    |                          |

| Zdobywca Pucharu Wysp Owczych 1988 |
| HB Tórshavn 21. tytuł              |
| ---------------------------------- |